# SG Winterthur
SG Winterthur, pełna nazwa Schachgesellschaft Winterthur – klub szachowy z siedzibą w Winterthur, zwycięzca Bundesligi, trzykrotny zwycięzca Nationalligi A.

## Historia
Klub został założony w 1846 roku przez siedemnaście osób, a jego pierwszym prezesem został Jakob Kübler. W 1889 roku klub był współzałożycielem Schweizerischer Schachverein. Po powstaniu ASK Winterthur w 1921 roku członkami SG Winterthur były osoby należące do klasy średniej. W 1963 roku SG Winterthur rozpoczął popularyzowanie gry w szachy wśród młodzieży i organizowanie turniejów młodzieżowych. W 1972 roku zespół wygrał Nationalligę A, a w 1981 roku uzyskał drugi tytuł. W połowie lat 80. klub zacieśnił współpracę z ASK Winterthur, czego przejawem było m.in. wypożyczanie zawodników między tymi klubami. W 2015 roku ASK Winterthur został wcielony do SG Winterthur. W 2017 roku zespół po raz trzeci wygrał Nationalligę A. W 2020 roku triumfowano w Bundeslidze.
Szachistami klubu byli m.in. Fabiano Caruana, Nico Georgiadis, Pentala Harikrishna, Florian Jenni, Artur Jusupow, Daniel King, Miguel Santos Ruiz i Noël Studer.